# نوريدج (إلينوي)
نوريدج (بالإنجليزية: Norridge, Illinois)‏ هي قرية تقع في الولايات المتحدة في إلينوي. يقدر عدد سكانها بـ 14,572 نسمة .

## الموقع الجغرافي
الموقع الجغرافي للمناطق المحيطة بهذه النقطة هو كالتالي:

## أعلام
- دينو ستاماتوبولوس